# Jezioro Sarykamyskie
Jezioro Sarykamyskie (turkm. Sarygamyş köli, uzb. Sariqamish ko’li, ros. Сарыкамышское озеро, Сарыкамыш) – bezodpływowe słone jezioro na pograniczu Turkmenistanu i Uzbekistanu, położone w depresyjnej Kotlinie Sarykamyskiej (część Niziny Turańskiej). Poziom wody zmienia się, toteż wielkość i powierzchnia jeziora także są zmienne; obecnie ma niespełna 100 km średnicy i powierzchnię 5000 km², przy położeniu lustra wody ok. 60 m p.p.m. Dno jeziora sięga 110 m p.p.m.

## Nazwa

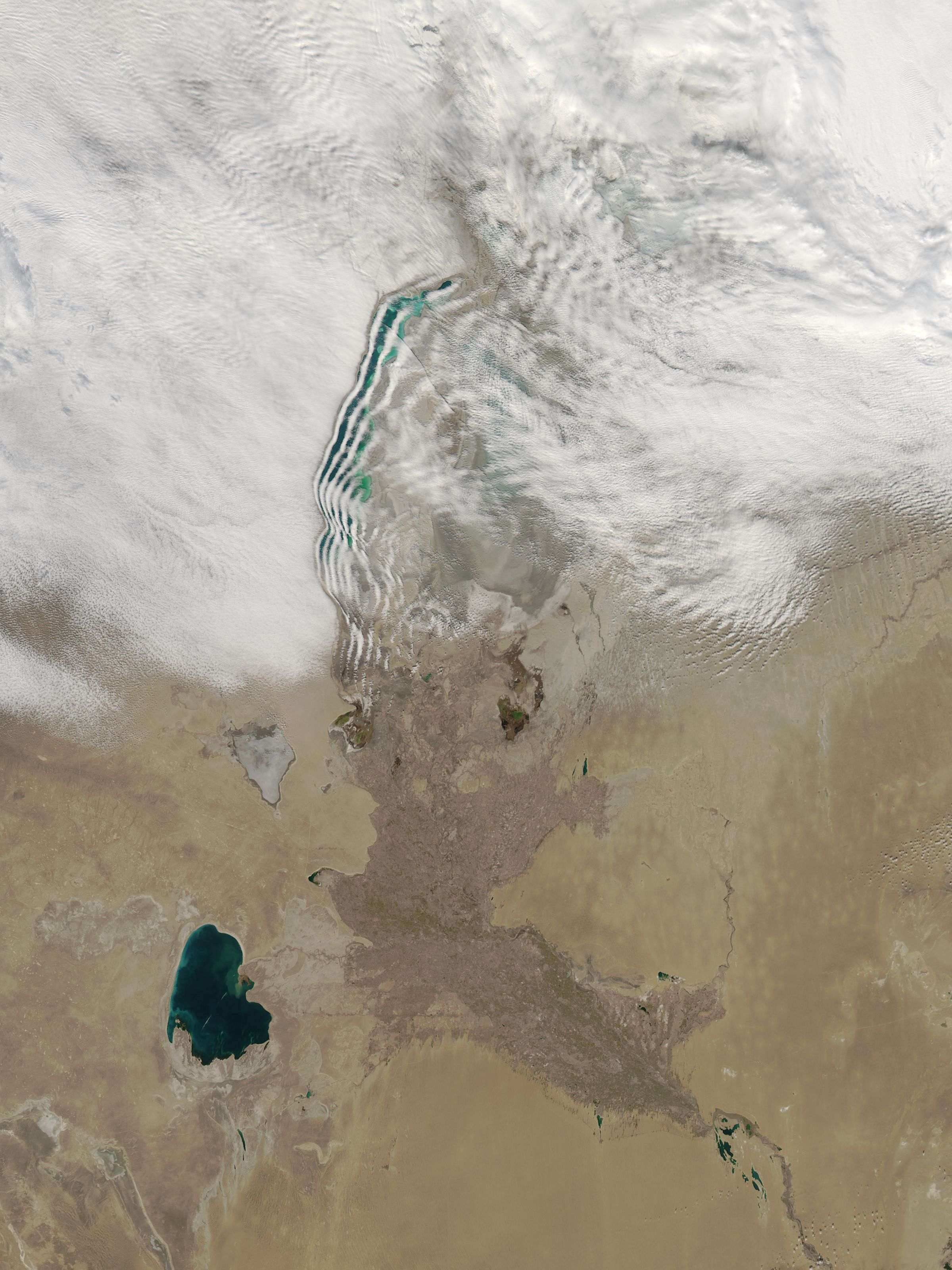
Jezioro Sarykamyskie w 2009 roku. Obszar byłego Jeziora Aralskiego skrywają nietypowe chmury falowe.

Nazwa jeziora pochodzi od turkmeńskiego sarygamyş, oznaczającego żółtą trzcinę.

## Historia
Depresyjna Kotlina Sarykamyska w historii geologicznej była wielokrotnie zalewana wodami rzecznymi i tworzyły się w niej, a następnie zanikały jeziora. Do XVI wieku jedno z odgałęzień Amu-darii doprowadzało wody do jeziora Sarykamyskiego, które zajmowało wówczas znacznie większy obszar niż obecnie. Z jeziora wypływała w kierunku Morza Kaspijskiego nieistniejąca dziś rzeka Uzboj, nad którą od V wieku p.n.e. osiedlali się ludzie. Zmiana biegu Amu-darii spowodowała wyschnięcie tej rzeki i pustynnienie kotliny. Wody Amu-darii zasilały jezioro jeszcze latem 1878 roku; na początku XX wieku wyschło ono całkowicie, pozostały po nim tylko słone bagna.
Współcześnie istniejące jezioro powstało w ZSRR w latach 60. XX wieku, w wyniku rabunkowej eksploatacji wód rzek Azji Środkowej do nawadniania upraw bawełny. Sieć kanałów doprowadziła do odpływu znacznej części wód Amu-darii z głównego koryta rzeki i ponownego zalania kotliny. Przyczyniło się to do dalszego rozwoju katastrofy ekologicznej w rejonie Jeziora Aralskiego, położonego na północny wschód od Sarykamyskiego. Napływ wód do Jeziora Aralskiego stał się za mały, aby zrównoważyć parowanie i czwarte co do wielkości jezioro na świecie praktycznie zanikło. Jednocześnie w Kotlinie Sarykamyskiej utworzyło się dziesiąte pod względem powierzchni jezioro Azji.

## Ekologia
Wody jeziora Sarykamyskiego są zasolone i zatrute pestycydami i herbicydami spływającymi z rozległych pól uprawianej tu bawełny. Mimo tego występuje w nim obecnie kilka gatunków ryb, w dużej części introdukowanych; do rodzimych gatunków (pochodzących z rzek) należą płoć, leszcz i karaś srebrzysty. Część jeziora jest obecnie obszarem chronionym (zakaznik), jednak dochodzi tu do nielegalnych połowów, pomimo że mięso ryb jest skażone chemikaliami. Jezioro stało się także ważną ostoją ptaków, obecnie gniazduje nad nim 76 gatunków, a dalsze 84 pojawia się w trakcie migracji.